# تمام این‌ها
تمام این‌ها (به انگلیسی: All That) یک نمایش کمدی زنده تلویزیونی بود که از تلویزیون کابلی نیکلودین پخش می‌شد. این برنامه شامل نمایش‌های کوتاه کمدی و مهمانان هفتگی مرتبط با موسیقی بود. قسمت‌های اولیه این مجموعه در استودیو نیکلودین واقع در یونیورسال اورلندو فیلم‌برداری می‌شد، اما با اضافه شدن بخش‌های نمایش آماندا، کنان اند کیل و دریک اند جاش فیلم‌برداری مجموعه به نیکلودین آن سانست واقع در هالیوود، کالیفرنیا منتقل شد.

## فصل‌ها
| فصل                   | قسمت‌ها | تاریخ پخش اولین قسمت | تاریخ پخش آخرین قسمت |
| --------------------- | ------ | -------------------- | -------------------- |
| فصل ۱                 | ۱۵     | ۱۶ آوریل ۱۹۹۴        | ۱ آوریل ۱۹۹۵         |
| فصل ۲                 | ۲۱     | ۷ اکتبر ۱۹۹۵         | ۱۲ اکتبر ۱۹۹۶        |
| فصل ۳                 | ۲۰     | ۱۶ نوامبر ۱۹۹۶       | ۱۸ اکتبر ۱۹۹۷        |
| فصل ۴                 | ۲۱     | ۱۵ نوامبر ۱۹۹۷       | ۲۸ نوامبر ۱۹۹۸       |
| فصل ۵                 | ۱۹     | ۱۲ دسامبر ۱۹۹۸       | ۱۶ اکتبر ۱۹۹۹        |
| فصل ۶                 | ۱۴     | ۱۵ ژانویه ۲۰۰۰       | ۴ نوامبر ۲۰۰۰        |
| بهترین های تمام این‌ها | ۱۰     | ۲۰۰۱                 | ۲۰۰۱                 |
| فصل ۷                 | ۱۳     | ۱۹ ژانویه ۲۰۰۲       | ۴ می ۲۰۰۲            |
| فصل ۸                 | ۱۵     | ۲۱ سپتامبر ۲۰۰۲      | ۲۶ آوریل ۲۰۰۳        |
| فصل ۹                 | ۱۶     | ۶ سپتامبر ۲۰۰۳       | ۲۴ آوریل ۲۰۰۴        |
| فصل ۱۰                | ۱۲     | ۳۰ آوریل ۲۰۰۵        | ۲۹ اکتبر ۲۰۰۵        |